# Simone Machado Rebmann
Simone Machado Rebmann (* 6. Mai 1969) ist eine Schweizer Politikerin (Grüne bzw. GaP Bern).

## Leben
Simone Machado Rebmann stammt aus einer Arbeiterfamilie. Nach dem Abbruch des Gymnasiums arbeitete sie in der Landwirtschaft und bildete sich zur diplomierten Landwirtin aus. Machado Rebmann half auf verschiedenen Betrieben aus und bewirtschaftete zwölf Sommer lang Alpen im Lauterbrunnental im Berner Oberland. Anfang Dreissig holte sie die Matura nach und studierte anschliessend Rechtswissenschaft an den Universitäten Fribourg und Bern. Nach dem Studium arbeitete Machado Rebmann bis 2007 als Juristin für Daniele Jenni und anschliessend für eine Zürcher Anwaltskanzlei.

## Politik
Mit ihrer Kandidatur für das Regierungsstatthalteramt des Verwaltungskreises Bern-Mittelland verhinderte Simone Machado Rebmann 2013 eine stille Wiederwahl von Christoph Lerch. Dieser sah sich 2012 in der Stadt Bern aufgrund seiner Amtsführung v. a. in Zusammenhang mit dem Kulturzentrum Reithalle öffentlichem Druck ausgesetzt, setzte sich bei der Wahl 2013 aber deutlich gegen Machado Rebmann durch.
Von 2014 bis 2018 war Simone Machado Rebmann Mitglied des Grossen Rats des Kantons Bern. Sie war Mitglied der Grünen-Fraktion und sass für diese in der Sicherheitskommission. Nach dem Rücktritt von Luzius Theiler rückte sie im Juli 2020 in den Stadtrat (Legislative) der Stadt Bern nach, wo sie Mitglied der Agglomerationskommission und der Sonderkommission Neue Stadtverwaltung Bern NSB22 war. Machado Rebmann ist Mitglied der Europäischen Vereinigung von JuristInnen für Demokratie und Menschenrechte und war Vorstandsmitglied der Demokratischen JuristInnen Bern und der Schweiz.
Im Rahmen der COVID-19-Pandemie sorgte Machado Rebmann für Aufsehen, weil sie sich als eine der wenigen linken Politikerinnen in der Schweiz an Demonstrationen gegen die Schutzmassnahmen beteiligte. Ihre Kritik galt insbesondere dem Zertifikat und der damit verbundenen Gefahr der Überwachung und Lenkung von Menschen. Gemäss Weltwoche kam sie zudem aufgrund der Beschäftigung mit Stimmen wie Wolfgang Wodarg und Sucharit Bhakdi zum Schluss, die Gefährlichkeit des Virus werde «masslos aufgebauscht.» Sie führte erfolgreich Beschwerde gegen das faktische Kundgebungsverbot, das der Kanton Bern von November 2020 bis April 2021 verhängt hatte. Im Oktober 2021 war sie Mitorganisatorin einer bewilligten Grosskundgebung in Bern. Aufgrund dieser Aktivitäten wurde sie aus der gemeinsamen Fraktion von Alternativer Linke und Partei der Arbeit der Schweiz ausgeschlossen. Bei den Grossratswahlen 2022 kandidiert sie mit einer eigenen Liste namens «Demokratische Bewegung», während die GaP nicht an den Wahlen teilnimmt, was Machado-Rebmann damit begründete, dass man innerhalb der GaP betreffend Corona-Regime «geteilter Meinung» gewesen sei. Machado Rebmanns Liste schloss  eine Listenverbindung mit der Schweizerischen Volkspartei, was nach ihrer Aussage jedoch wahlarithmetische Gründe habe und kein Bekenntnis zu deren Wahlprogramm bedeute.